# Королевский, Алексей Григорьевич
Алексей Григорьевич Королевский (13 сентября 1941 — 18 августа 2013) — заслуженный художник Российской Федерации (2008), заслуженный художник РБ (1997).

## Биография
В 1963 году окончил художественно-педагогическое училище в г. Свердловске.
Жил и работал в г. Уфе. График. Член Союза художников с 1970 года. Член правления Башкирского Союза художников с 1976 года.
С 1964 года участвовал в республиканских, всероссийских, всесоюзных, зональных, региональных, международных и зарубежных выставках.
Работы художника хранятся в Башкирском Государственном художественном музее им. М. В. Нестерова (Уфа), Национальном музее Венгерской Республики (Будапешт), Национальном музее Республики Башкортостан (Уфа) и в частных коллекциях.

## Основные работы
Башкирия, земля моя. Серия линогравюр, 1966—1969. Уфимский кремль, линогравюра, 1969. Оформление книги «Женщины Башкирии», Башкнигоиздат, 1969. Оформление книги «Мальчиш-Кибальчиш», Башкнигоиздат, 1977.

## Выставки
- Республиканские, Уфа, все выставки с 1964 года.
- Выставка произведений художников трех зон, Москва, 1970.
- Всероссийская художественная выставка, посвященная 100-летию со дня рождения В. И. Ленина, Москва, 1970.
- I Всероссийская выставка рисунка, Москва, 1972.
- Всероссийская выставка «По родной стране», Москва, 1972.
- Всесоюзная художественная выставка «50 лет СССР», Москва, 1972.
- Всероссийская выставка произведений молодых художников, Москва, 1973.
- III Всероссийская выставка эстампа, Москва, 1974.
- Всероссийская художественная выставка «Советская Россия-5», Москва, 1975.
- Всероссийская выставка плаката, Уфа, 1976.
- Зональные выставки «Урал социалистический»; Пермь, 1967; Челябинск, 1969; Уфа, 1974.
- Декадная выставка произведений художников БАССР, Москва, Ленинград, 1969.
- Выставка произведений художников автономных республик РСФСР, Москва, 1971.
- Декадная выставка произведений художников БАССР в Кара-Калпакской АССР, гор. Нукус, 1976.
- Выставка произведений художников БАССР в ГДР, г. Галле, 1975.